# Victorius Schweizer
Victorius Schweizer, auch Viktor von der heiligen Maria Schwaiger, OCD (* 26. Juli 1737 in Ehingen, Heiliges Römisches Reich als Franciscus Xaverius Schweizer; † 31. Mai 1793) ist ein deutscher, römisch-katholischer Geistlicher.

## Leben
Victorius Schweizer wurde 1737 geboren. Am 21. November 1763 trat er den Unbeschuhte Karmeliten bei. Am 9. November 1787 ernannte Papst Pius VI. ihn zum Titularbischof von Gabala und Apostolischer Vikar des Großmogulenreichs. Luigi Pianazzi OCD, Apostolischer Vikar von Malabar, weihte ihn am 8. Februar 1789 zum Bischof.